# Чедвік Боузман
Че́двік Аа́рон Бо́узман (англ. Chadwick Aaron Boseman; 29 листопада 1976 — 28 серпня 2020) — американський актор, сценарист. Відомий ролями бейсболіста Джекі Робінсона в біографічній стрічці «42» (2013), співака Джеймса Брауна в стрічці «Шлях угору» (2014) та судді Тургуда Маршалла у фільмі «Маршалл» (2017). Але світова слава до нього прийшла після ролі супергероя Чорної Пантери у фільмах кіновсесвіту Marvel «Перший месник: Протистояння» (2016) і «Чорна пантера» (2018).

## Біографія
Чедвік Аарон Боузман народився 29 листопада 1976 року в місті Андерсон, Південна Кароліна, у звичайній афроамериканській сім'ї. Батько — Лерой Боузман, був підприємцем; мама — Керолін, працювала медсестрою. Чедвік був єдиною дитиною в сім'ї. В юності Чедвік серйозно захоплювався баскетболом. Але в старшій школі він пережив дуже трагічний досвід, пов'язаний з цим видом спорту. Одного разу прямо під час гри його товариша по команді застрелили, причому поліція інтерпретувала подію як «нещасний випадок». Згодом Боузман написав і поставив п'єсу за мотивами цих подій.
Після закінчення школи юнак вступив в Говардський університет у Вашингтоні, який закінчив у 2000 році зі ступенем бакалавра в галузі режисури. Згодом Чедвік закінчив також Британсько-американську академію драми в Оксфорді та аспірантуру в Нью-Йоркській академії кіномистецтва. Спочатку він збирався стати сценаристом і режисером, але для загального розвитку вивчав і акторську майстерність. Здобувши освіту, у 2002 році Боузман деякий час викладав драматичне мистецтво в рамках молодіжної програми в нью-йоркському центрі «Schomburg», що займається дослідженням спадщини афроамериканців. Він продовжував писати сценарії для мильних опер, кримінальних драм і інших телесеріалів.

## Кар'єра
Вперше на телеекранах Боузман з'явився у 2003 році, в епізоді кримінального серіалу «Третя зміна». Ранні роботи Чедвіка також включали невеликі ролі в серіалах «Закон і порядок», «Місце злочину: Нью-Йорк» та ін. Чедвік Боузман хотів стати сценаристом. Паралельно зйомок в серіалах Боузман продовжував працювати як драматург. Зокрема, він написав п'єсу «Deep Azure», яка була поставлена в одному з театрів Чикаго. За цю роботу в 2006 році Боузман був номінований на премію Джозефа Джефферсона.
У 2008 році Чедвік перебрався в Лос-Анджелес і щільно зайнявся акторською кар'єрою, отримавши роль в популярному серіалі «Лінкольн Гейтс» і в його першому повнометражному фільмі «Експрес: Історія легенди спорту Ерні Девіса». У 2010 році Чедвік отримав велику роль в телесеріалі «Невідомі особи», який був закритий після першого сезону.
Перша головна роль дісталася Чедвіку у 2013 році — у фільмі Браяна Гелгеленда «42». Актор зіграв відомого бейсболіста Джекі Робінсона, першого темношкірого гравця в Головній лізі бейсболу у XX столітті. Далі Чедвік знявся в інді-фільмі «Кульове поранення», який проходив довгий період пост-продакшну і вийшов на екрани за кілька тижнів до «42». У 2014 році Боузман з'явився в головних ролях в спортивній драмі Айвана Райтмана «День драфту» (з Кевіном Костнером і Дженніфер Гарнер) і фільмі-біографії «Шлях угору» про відомого чорношкірого соул-виконавця XX століття Джеймса Брауна.
У 2016 році Чедвік постав в образі бога мудрості Тота в пригодницькому фентезі-фільмі «Боги Єгипту». У цьому ж році Боузмана затвердили на роль супергероя Чорна пантера з блокбастера Marvel «Перший месник: Протистояння». Чорна пантера, він же Т'Чалла, принц держави Ваканда — перший чорношкірий супергерой, коміксами про нього Чедвік зачитувався з дитинства. Готуючись до ролі, Боузман розглядав фотографії воїнів племені масаї, подивився фільм «Шака, король зулусів». Незабаром Чедвік знявся у головних ролях в трилері «Послання Кінга» і біографічній драмі «Маршалл», де Чедвік зіграв роль Тургуда Маршалла, американського юриста і судді Верховного суду США, першого афроамериканця на цій посаді.
У 2018 році Боузман зіграв головну роль у фільмі «Чорна пантера».

## Смерть
У 2016 році в актора діагностували рак товстого кишечника III стадії, який з часом переріс у IV стадію. 28 серпня 2020 року Чедвік Боузман помер у своєму будинку в Лос-Анджелесі.

## Фільмографія
| Рік       |    | Українська назва                            | Оригінальна назва          | Роль                                    |
| --------- | -- | ------------------------------------------- | -------------------------- | --------------------------------------- |
| 2003      | с  | Третя зміна                                 | Third Watch                | Девід Вейфер                            |
| 2003      | с  | Всі мої діти                                | All My Children            | Реджі Портер Монтгомері # 1             |
| 2004      | с  | Закон і порядок                             | Law & Order                | Фостер Ке'с                             |
| 2006      | с  | Місце злочину: Нью-Йорк                     | CSI: NY                    | Рондо                                   |
| 2008      | ф  | Експрес: Історія легенди спорту Ерні Девіса | The Express                | Флойд Літтл                             |
| 2008      | с  | Швидка допомога                             | ER                         | Дерек Тейлор                            |
| 2008      | с  | Детектив Раш                                | Cold Case                  | Декстер Коллінс                         |
| 2005—2006 | с  | Лінкольн-Гейтс                              | Lincoln Heights            | Натаніель "Нейт" Рей Тейлор             |
| 2009      | с  | Теорія брехні                               | Lie to Me                  | Кейб Макнейл                            |
| 2010      | с  | Невідомі особи                              | Persons Unknown            | Сержант Грехем Макнейра                 |
| 2010      | с  | Болота                                      | The Glades                 | Майкл Річмонд                           |
| 2011      | с  | Касл                                        | Castle                     | Чак Рассел                              |
| 2011      | с  | Грань                                       | Fringe                     | Марк Літтл / Камерон Джеймс             |
| 2011      | с  | Детройт 1-8-7                               | Detroit 1-8-7              | Томмі Вестін                            |
| 2011      | с  | Правосуддя                                  | Justified                  | Ральф "Флекс" Біман                     |
| 2012      | ф  | Кульове поранення                           | The Kill Hole              | Лейтенант Семюель Дрейк                 |
| 2013      | ф  | 42                                          | 42                         | Джекі Робінсон                          |
| 2014      | ф  | День драфту                                 | Draft Day                  | Вонтае Мак                              |
| 2014      | ф  | Шлях угору                                  | Get On Up                  | Джеймс Браун                            |
| 2016      | ф  | Боги Єгипту                                 | Gods of Egypt              | Тот                                     |
| 2016      | ф  | Перший месник: Протистояння                 | Captain America: Civil War | Т'Чалла / Чорна пантера                 |
| 2017      | ф  | Послання від Кінга                          | Message from the King      |                                         |
| 2017      | ф  | Маршалл                                     | Marshall                   | Тургуд Маршалл                          |
| 2018      | ф  | Чорна Пантера                               | Black Panther              | Т'Чалла / Чорна пантера                 |
| 2018      | ф  | Месники: Війна нескінченності               | Avengers: Infinity War     | Т'Чалла / Чорна пантера                 |
| 2019      | ф  | Месники: Завершення                         | Avengers: Endgame          | Т'Чалла / Чорна пантера                 |
| 2019      | ф  | 21 міст                                     | 21 Bridges                 | Андре Девіс                             |
| 2020      | ф  | П'ятеро однієї крові                        | Da 5 Bloods                | Норман                                  |
| 2020      | ф  | Ма Рейні: мати блюзу                        | Ma Rainey's Black Bottom   | Ліві                                    |
| 2021      | мс | Що як…?                                     | What If...?                | Т'Чалла / Чорна Пантера / Зоряний Лицар |